# Bauzug
Ein Bauzug ist ein Zug, der beim Bau und Unterhalt von Bahnanlagen eingesetzt wird.

## Funktion
Ein Bauzug gehört zu den für interne Zwecke vorgehaltenen Bahndienstfahrzeugen. Diese Züge erlauben den Materialtransport für Bau oder Instandsetzung von Eisenbahnstrecken von und zur Baustelle, oder dienen als Arbeitsgerät auf einer Eisenbahnbaustelle.

## Typen
Im Bereich der Oberbauarbeiten gibt es die Züge als Gleisumbauzug oder Schnellumbauzug, mit denen auf einer Bestandstrecke der Oberbau gepflegt werden kann, inklusive des Austauschs der Gleise. Weiter gibt es Bauzüge mit denen – ohne Austausch der Gleise – der Schotter lediglich gereinigt und recycelt wird, was der verbesserten Schienenbettung dient. Ein Schienendrehkran kommt, da er nur mit einem Schutzwagen gefahren werden kann, immer als Bauzug und nicht als Einzelfahrzeug zum Einsatzort. Für Oberleitungsarbeiten kommen beim Aufbau in der Regel Bauzüge zum Einsatz, während bei Reparatur und Pflege auch Turmwagen eingesetzt werden.

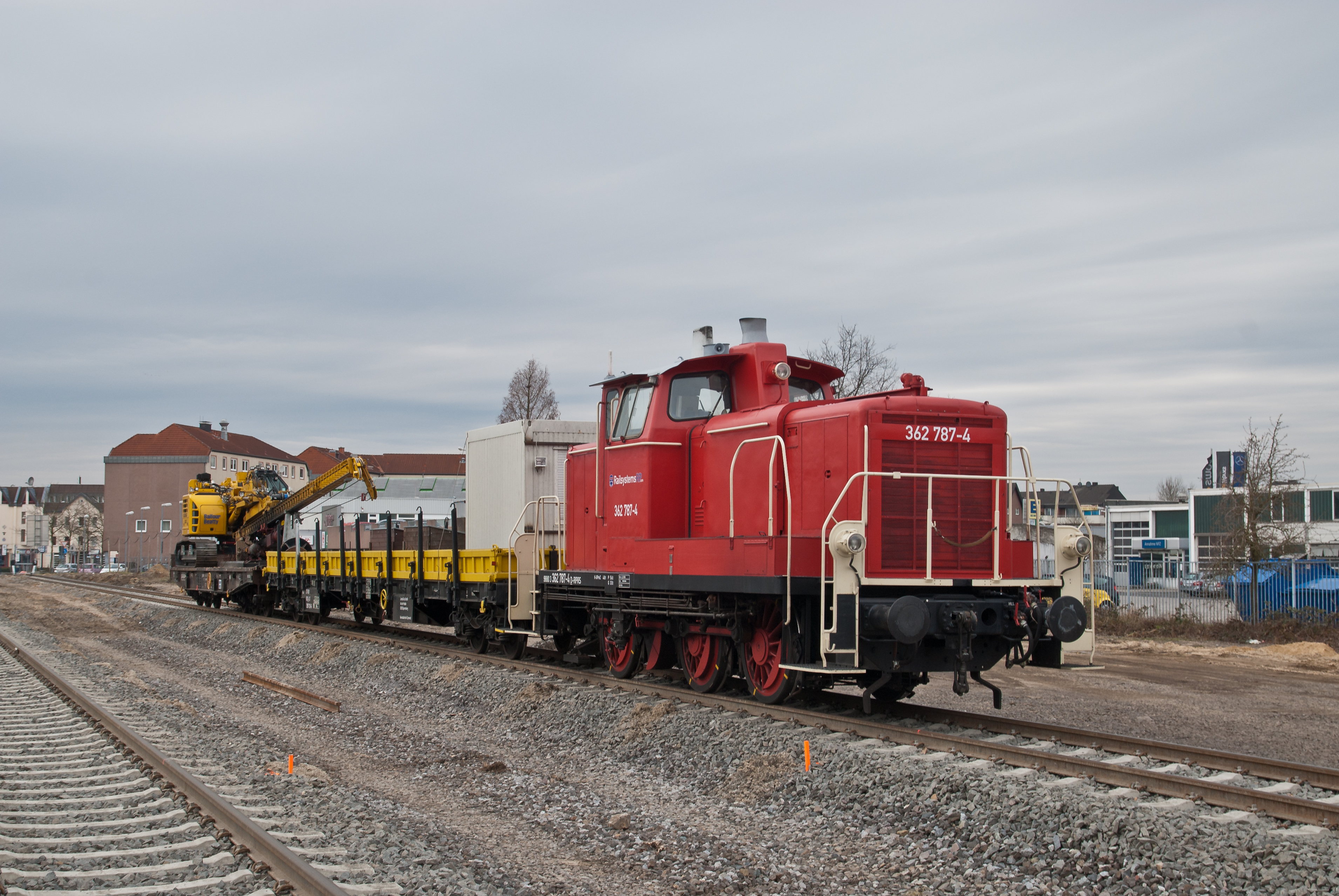
Bauzug zum Rammen von Pfahlfundamenten entlang des Gleises
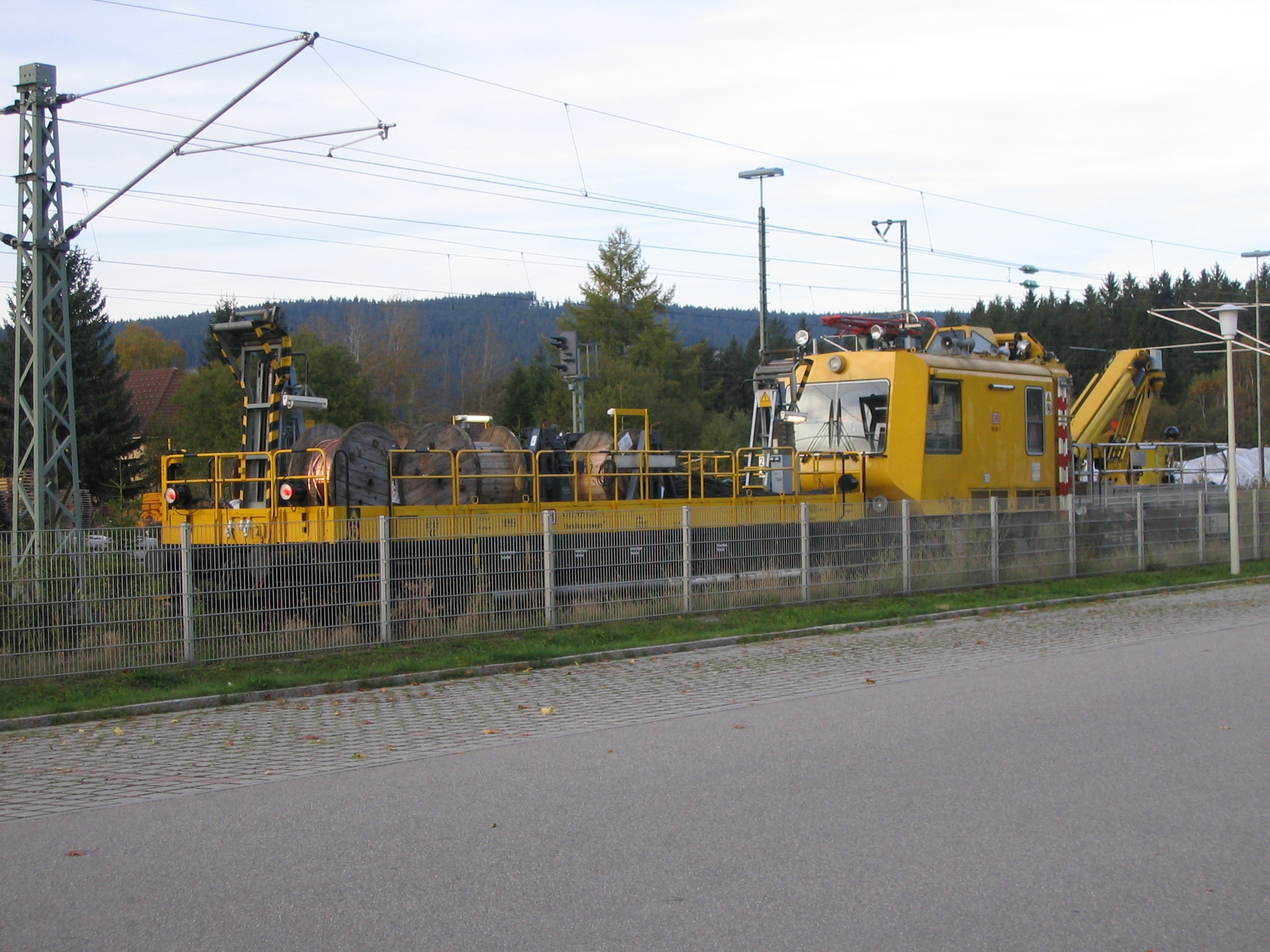
Bauzug für Oberleitungsarbeiten
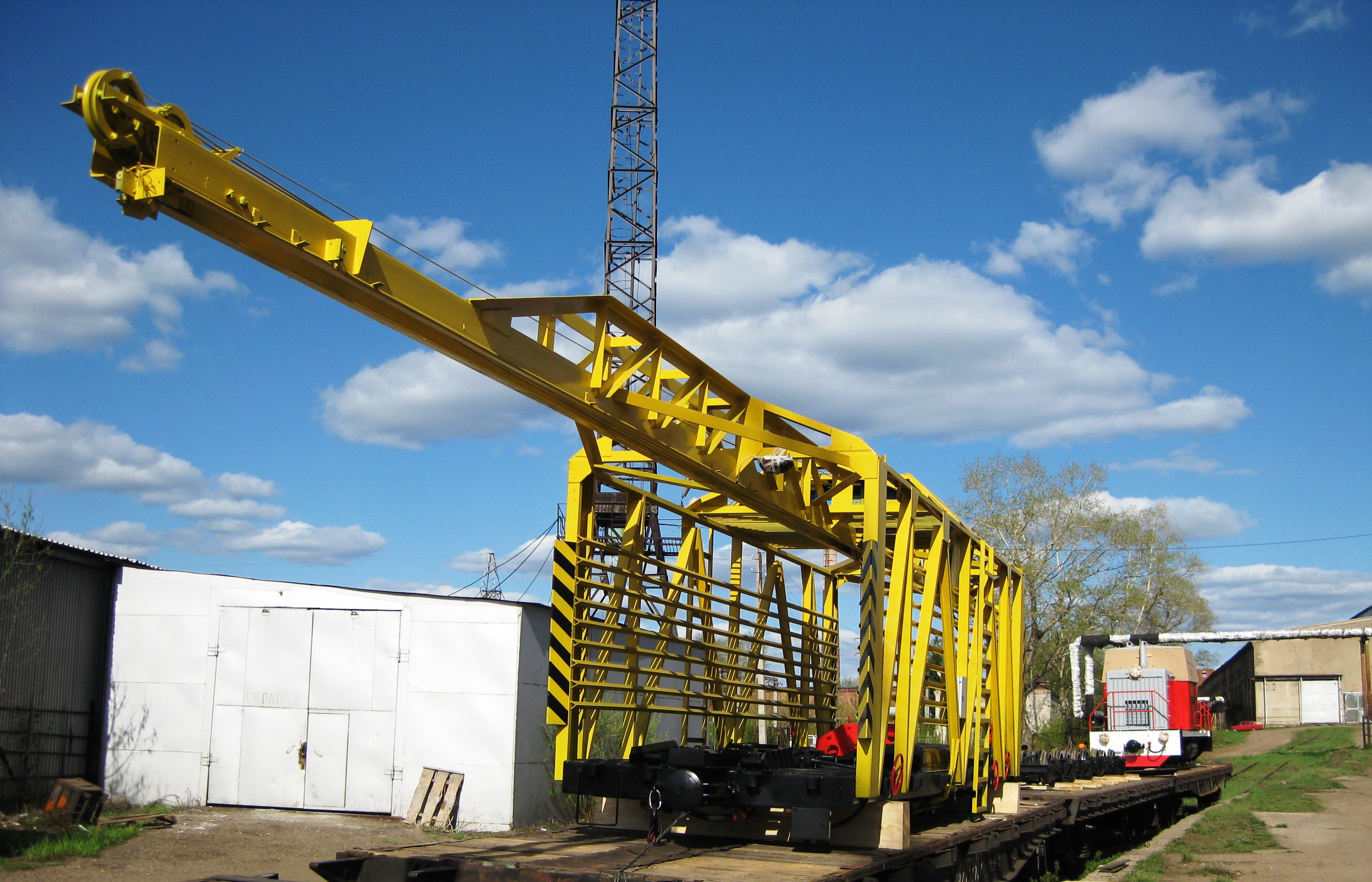
750mm - Train Repair

## Andere Bedeutungen
- Bauzug bezeichnet auch eine militärische Kleineinheit, eine Untergliederung einer Kompanie, bei den Pionieren und hat auch die Bedeutung der Eisenbahnbaubrigade, also in beiden Fällen eines Personentrupps.
- Bauzug bezeichnet zudem eine Kolonne unterschiedlicher Fahrzeuge, die dem Bau einer Konstruktion im Hoch- und Tiefbau  dient, z. B. beim Straßenbau ein LKW mit Schütte, ein Asphaltierer als sAFM und eine Dampfwalze alle hintereinander fahrend.